# Krylen
Der Krylen (norwegisch für Buckel) ist ein Hügel im ostantarktischen Königin-Maud-Land. Im nördlichen Teil des Ahlmannryggen ragt er 8 km südwestlich des Valken auf.
Norwegische Kartografen, die den Hügel auch deskriptiv benannten, kartierten ihn anhand von Luftaufnahmen und Vermessungen der Norwegisch-Britisch-Schwedischen Antarktisexpedition (1949–1952) und Luftaufnahmen, die zwischen 1958 und 1959 bei der Dritten Norwegischen Antarktisexpedition (1956–1960) erstellt worden sind.